# زنگارک
زنگارک، روستایی از توابع بخش مرکزی شهرستان فراهان در استان مرکزی ایران است.

## جمعیت
این روستا در دهستان فرمهین قرار دارد و براساس سرشماری مرکز آمار ایران در سال ۱۳۸۵، جمعیت آن ۳۶۷ نفر (۱۰۶خانوار) بوده‌است.